# كريس هولم (دراج)
كريس هولم (بالإنجليزية: Kris Holm)‏  (و. 1973  م) هو رائد أعمال، وراكب دراجة هوائية كندي، ولد في كندا.

## التعليم
تعلم في جامعة كولومبيا البريطانية.

### سباقات أو مراحل فاز بها
| التاريخ | السباق | المركز |
| ------- | ------ | ------ |